# Prinsessa (film)
Prinsessa är en svensk dramakomedifilm från 2009 skriven och regisserad av Teresa Fabik som tidigare gjort ungdomsfilmen Hip hip hora! 2004. I huvudrollerna ses Zandra Andersson, Moa Silén, Anastasios Soulis och Maria Lundqvist.

## Handling
I Alingsås i Sverige bor Maja, 18 år. Hennes högsta och enda dröm är att bli skådespelare. Hon vill stå i centrum, att alla ska se henne, den vackra människa hon är inuti. Det är bara lite svårt att se. Maja är kraftigt överviktig, klumpig och helt utan social kompetens.
Vi får följa Maja och hennes kamp att förverkliga sina drömmar under sista terminen på gymnasiet. Det är en komisk skildring med tragiska inslag, om fördomarna man möts av när man har ”fel” utseende, om att hitta den styrka och självkänsla som behövs för att verkligen stå i centrum – men då på sina egna villkor.

## Om filmen
Prinsessa spelades in mellan augusti och oktober 2008 i Vänersborg , Trollhättan och Stockholm och hade svensk biopremiär den 11 september 2009. Filmen är producerad av Sandra Harms och Breidablick Film och distribueras av SF. Samproducenter är Film i Väst, Sonet Film, Kanal 5 och irländska Fastnet Films.
Filmen nominerades till Guldbagge 2010 i kategorierna Bästa film, Bästa regi och Bästa manus.
Prinsessa visades i SVT i april 2021.

## Rollista i urval
- Zandra Andersson – Maja
- Moa Silén – Erika
- Anastasios Soulis – Alex
- Maria Lundqvist – Eva, Majas mamma
- Thomas Hedengran – Göran, Majas pappa
- Grete Havnesköld – Nathalie
- Isabelle von Saenger – teaterpedagog
- Christian Magdu – Martin
- Henric Brandt – Freddie
- Alexandra Algerydh – Tess
- Björn Davidsson – Max
- Nathalie Söderqvist – Emilie
- Moa Myrén – brudens mor